# Sự đi qua của Sao Thủy

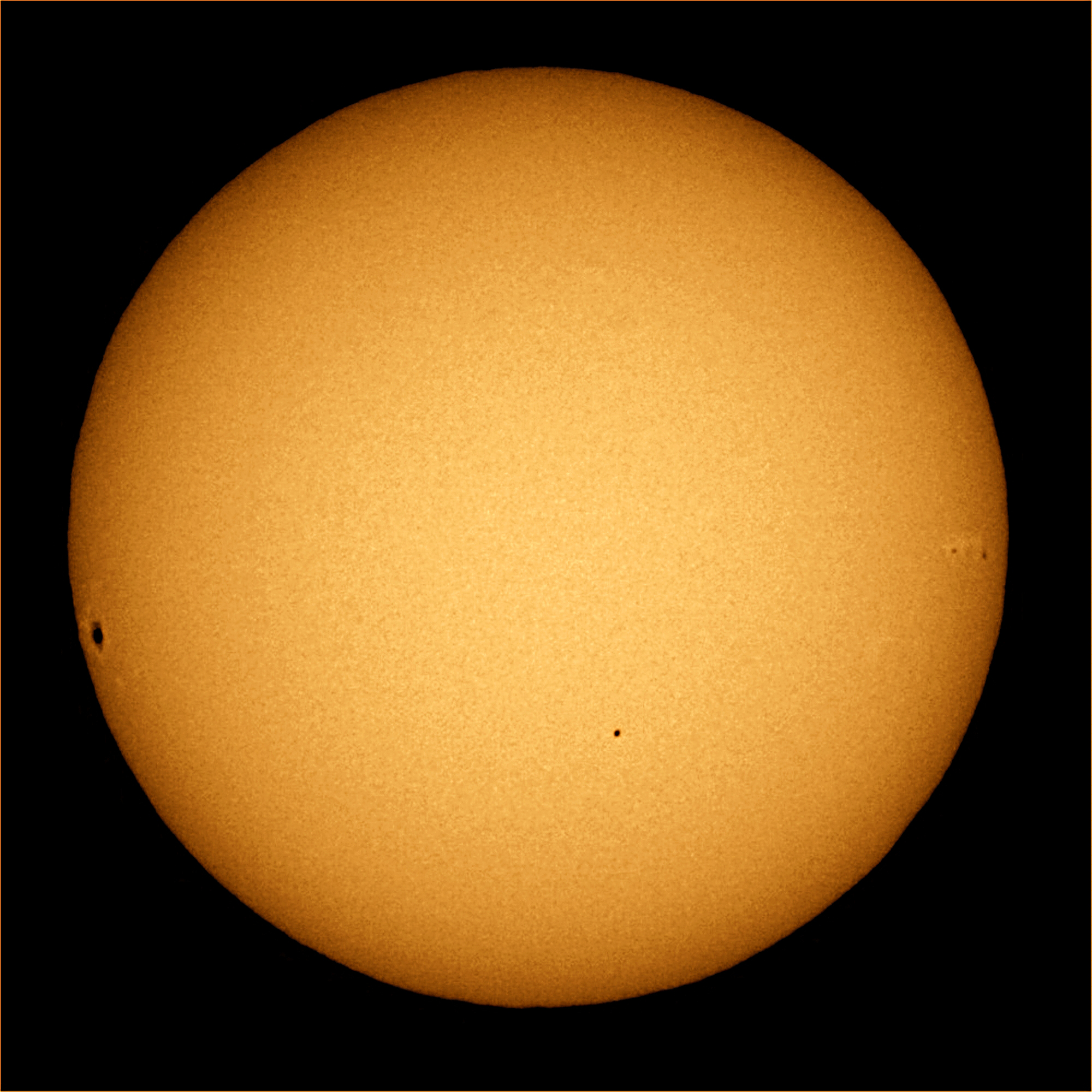
Sự đi qua của Sao Thủy vào ngày 8 tháng 11, năm 2006 với vết đen 921, 922 và 923.

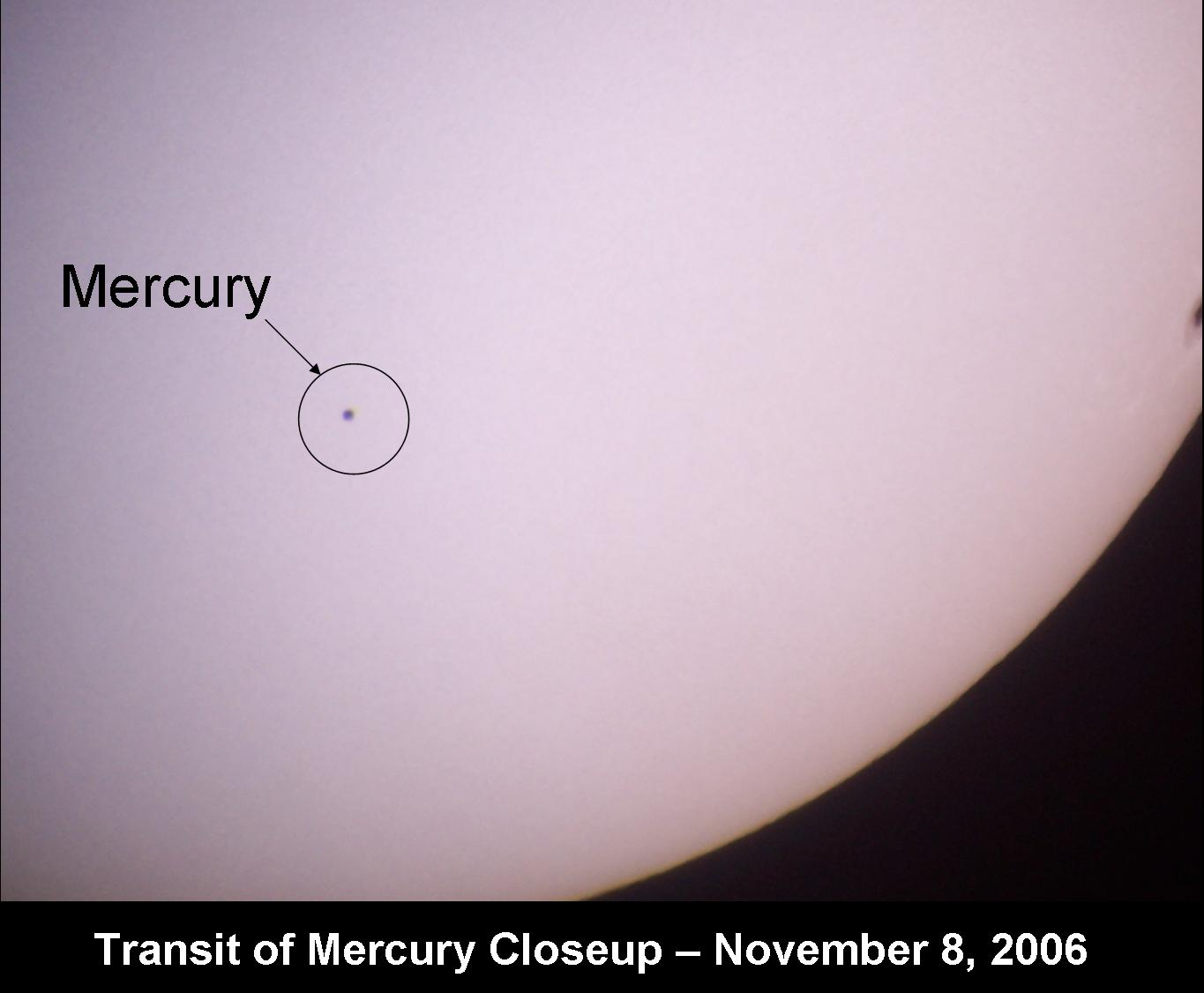
Cận cảnh Sao Thủy đang chuyển động qua Mặt Trời vào ngày 8 tháng 11 năm 2006.

Hiện tượng Sao Thủy đi qua Mặt Trời hay Sao Thủy quá cảnh Mặt Trời xảy ra khi Sao Thủy đi qua phía trước Mặt Trời, lúc này Sao Thủy này nằm giữa Mặt Trời và Trái Đất và cùng nằm trên một đường thẳng. Hành tinh này xuất hiện như một chấm tròn nhỏ tối màu di chuyển qua đĩa Mặt Trời khi quan sát từ Trái Đất.
Do mặt phẳng quỹ đạo của Sao Thủy nghiêng khoảng 7 độ so với mặt phẳng quỹ đạo của Trái Đất, nên quỹ đạo hai hành tinh này sẽ cắt nhau tại hai điểm. Mỗi khi hoàn thành một vòng quay quanh Mặt Trời, Sao Thủy đều cắt ngang hai điểm giao nhau quỹ đạo này. Khi Sao Thủy đến điểm giao cắt quỹ đạo mà Mặt Trời, Sao Thủy và Trái Đất nằm thẳng thì sẽ xảy ra hiện tượng này.
Sự đi qua của Sao Thủy khi quan sát từ Trái Đất thường gặp hơn sự đi qua của Sao Kim, vì quỹ đạo của Sao Kim có chu kỳ dài hơn nên mất nhiều thời gian hơn để Sao Kim đến được điểm giao cắt quỹ đạo so với quỹ đạo của Trái Đất. Sự đi qua của Sao Thủy thường xảy ra từ 13 đến 14 lần trong mỗi thế kỷ, và thế kỷ XXI sẽ có 14 lần xảy ra hiện tượng này. Trong khi sự đi qua của Sao Kim chỉ xảy ra 2 lần vào thế kỷ XXI là vào năm 2004 và 2012.
Sự đi qua của Sao Thủy diễn ra vào tháng 5 và tháng 11. Hai lần xảy ra trước là vào năm 1999, 2003, 2006 và 2016, lần tiếp theo là vào 11 tháng 11 năm 2019. Lần đi qua của Sao Thủy vào năm 2019 sẽ quan sát được ở Châu Phi, Đại Tây Dương, Trung Mỹ, Nam Mỹ và đông nam Thái Bình Dương, ở Việt Nam sẽ không quan sát được lần Sao Thủy quá cảnh này.
Vào ngày 3 tháng 6 năm 2014, xe tự hành Curiosity trên Sao Hỏa của NASA đã quan sát được Sao Thủy đi qua Mặt Trời, đánh dấu lần đầu tiên hiện tượng hành tinh quá cảnh được quan sát từ một thiên thể khác bên ngoài Trái Đất.
Nhìn chung, hiện tượng Sao Thủy đi qua Mặt Trời xảy ra thường xuyên hơn hiện tượng Sao Kim đi qua Mặt Trời. Hiện tượng này góp phần tạo nên lý thuyết về hành tinh Vulcan nằm giữa Sao Thủy và Mặt Trời được đưa ra bởi nhà toán học Urbain Le Verrier vào thế kỷ XIX. Hiện tượng đi qua cũng tương tự như hiện tượng nhật thực do Mặt Trăng gây ra.

## Các quan sát khoa học
Ngoài quan sát về quang học, hiện tượng Sao Thủy quá cảnh Mặt Trời cũng được quan sát khoa học một cách đặc biệt. Các nhà khoa học sẽ ghi lại toàn bộ quá trình Sao Thủy đi qua đĩa Mặt Trời và chia làm 4 pha. Pha thứ 2 và pha thứ 3 khi Sao Thủy vừa lọt vào vùng nằm trọn vẹn trong đĩa Mặt Trời, trong khi pha thứ 1 và pha thứ 4 khó có thể quan sát được vì lúc này Sao Thủy vừa bước vào hoặc vừa rời khỏi đĩa Mặt Trời. Vào khoảnh khắc diễn ra pha thứ 2 và pha thứ 3 sẽ xảy ra hiệu ứng giọt đen, các nhà khoa học sẽ quan sát và tiến hành đưa ra nhận định về sự chiếu xạ và điều kiện khí quyển.
Các pha của hiện tượng Sao Thủy đi qua Mặt Trời quan sát vào năm 1677 và năm 1881 được phân tích trong cuốn sách của S Newcomb. Pha thứ 2 và pha thứ ba của lần Sao Thủy đi qua Mặt Trời năm 1677 và năm 1973 được đề cập đến trong bảng tin của Đài Thiên văn Hoàng gia Greenwich.
Một số kết quả khoa học thu được từ quan sát hiện tượng Sao Thủy đi qua Mặt Trời:
- Khảo sát sự thay đổi trong sự tự quay của Trái Đất, cũng như sự gia tăng thủy triều của Mặt Trăng[5][6][7]
- Đo khối lượng của Sao Kim từ sự thay đổi quỹ đạo của Sao Thủy theo từng thế kỷ[3]
- Tìm kiếm sự thay đổi của bán kính Mặt Trời[8]
- Khảo sát hiệu ứng giọt đen
- Phát hiện ra khí quyển của Sao Kim trong lần quan sát vào năm 1761[9]
- Sử dụng kết quả quan sát để đánh giá sự tồn tại của các ngoại hành tinh[10]

## Sự xuất hiện
Sự đi qua của Sao Thủy chỉ có thể xảy ra khi Trái Đất nằm thẳng với nút quỹ đạo của Sao Thủy. Vào thời điểm này, sự sắp xếp quỹ đạo giữa hai hành tinh chỉ diễn ra trong vài ngày, điểm nút lên diễn ra vào ngày 8 tháng 5 và điểm nút xuống diễn ra vào ngày 10 tháng 11, với đường kính góc của Sao Thủy vào khoảng 12" cho lần đi qua vào tháng 5 và vào khoảng 10" cho lần đi qua vào tháng 10. Thời gian giãn cách giữa hai lần quá cảnh tăng dần qua mỗi thế kỷ, là kết quả của việc điểm nút quỹ đạo của Sao Thủy tăng lên khoảng 1,1 độ qua mỗi một trăm năm.
Sự đi qua của Sao Thủy diễn ra khá thường xuyên. Theo Newcomb giải thích vào năm 1882, thời gian giãn cách giữa hai lần quá cảnh cũng là thời gian để Sao Thủy đi từ điểm nút này đến điểm nút còn lại trên quỹ đạo, là 87,969 ngày, trong khi thời gian để Trái Đất làm điều tương tự là 365,254 ngày. Từ tỷ lệ này, có thể dễ dàng nhận thấy được rằng Sao Thủy sẽ đi qua Mặt Trời mỗi 4, 6, 7, 13, 33, 46, 171 và 217 năm.
Nhà thiên văn Cherois Crommelin vào năm 1894 cũng có phân tích rằng qua mỗi lần diễn ra, đường đi của Sao Thủy qua Mặt Trời sẽ luôn di chuyển về hướng bắc hoặc hướng nam theo luân phiên. Bảng phân tích của ông như sau:
Thời gian giãn cách và hướng đi của Sao Thủy qua Mặt Trời
| Thời gian giãn cách       | Lần quá cảnh vào tháng 5 | Lần quá cảnh vào tháng 11 |
| ------------------------- | ------------------------ | ------------------------- |
| Sau 6 năm                 | 65’ 37" Nam              | 31' 35" Bắc               |
| Sau 7 năm                 | 48’ 21" B                | 23' 16" N                 |
| Sau 13 năm (6+7)          | 17’ 16" N                | 8’ 19" B                  |
| Sau 20 năm (1×6 + 2×7)    | 31’ 05" B                | 14’ 57" N                 |
| Sau 33 năm (2×6 + 3×7)    | 13’ 49" B                | 6’ 38" N                  |
| Sau 46 năm (3×13 + 7)     | 3’ 27" N                 | 1’ 41" B                  |
| Sau 217 năm (14×13 + 5×7) | 0’ 17" B                 | 0’ 14" B                  |

So sánh những chuyển động này với đường kính của Mặt Trời (khoảng 31,7’ trong tháng 5 và 32,4’ trong tháng 11), có thể suy luận về khoảng thời gian giãn cách giữa các lần quá cảnh:
- Đối với lần quá cảnh tháng 5, thời gian giãn cách 6 và 7 năm là không thể. Đối với lần quá cảnh tháng 11, thời gian giãn cách 6 năm là có nhưng rất hiếm (lần cuối cùng ghi nhận là vào năm 1993 và 1999), trong khi đó thời gian giãn cách 7 năm vẫn chưa được ghi nhận.
- Thời gian giãn cách 13 năm đều có thể xảy ra với lần quá cảnh tháng 5 và tháng 11, nhưng vẫn chưa được ghi nhận.
- Thời gian giãn cách 20 năm có thể xảy ra nhưng rất hiếm với lần quá cảnh tháng 5, và lần quá cảnh tháng 11 vẫn chưa được ghi nhận.
- Thời gian giãn cách 33 năm đều có thể xảy ra với lần quá cảnh tháng 5 và tháng 11.
- Sao Thủy sẽ có đường đi giống hệt trong hai lần quá cảnh cách nhau 46 năm và 171 năm, đối với cả lần xảy ra vào tháng 5 và tháng 11.
- Sao Thủy sẽ có đường đi gần giống trong hai lần quá cảnh cách nhau 217 năm, đối với cả lần xảy ra vào tháng 5 và tháng 11.

Tất cả những lần quá cảnh trong 46 năm được gộp lại thành một chuỗi và sẽ lặp lại theo mỗi chu kỳ. Đối với lần quá cảnh tháng 11, cứ 20 lần quá cảnh là sẽ mất 874 năm, lần quá cảnh sau sẽ có đường đi của Sao Thủy qua Mặt Trời xa về hướng bắc hơn so với lần quá cảnh trước đó. Đối với lần quá cảnh tháng 5, cứ 10 lần quá cảnh là sẽ mất 414 năm, lần quá cảnh sau sẽ có đường đi của Sao Thủy qua Mặt Trời xa về hướng nam hơn so với lần quá cảnh trước đó.
Cũng tương tự như vậy, tất cả những lần quá cảnh trong 217 năm được gộp lại thành một chuỗi và sẽ lặp lại theo mỗi chu kỳ. Đối với lần quá cảnh tháng 11, cứ 135 lần quá cảnh là sẽ mất hơn 30.000 năm. Đối với lần quá cảnh tháng 5, cứ 110 lần quá cảnh là sẽ mất hơn 24.000 năm. Trong chu kỳ này, dù là quá cảnh vào tháng 5 hay tháng 11, lần quá cảnh sau sẽ có đường đi của Sao Thủy qua Mặt Trời xa về hướng bắc hơn so với lần quá cảnh trước đó.
Thời gian biểu trong tương lai của các lần quá cảnh Sao Thủy được dự đoán và được đăng tải trên trang của NASA, SOLEX và Fourmilab.

## Sao Thủy quá cảnh một phần
Đôi khi Sao Thủy chỉ đi qua Mặt Trời ở phần rìa đĩa và được gọi là sự quá cảnh Sao Thủy một phần. Có hai trường hợp xảy ra:
- Trường hợp thứ nhất. Trên thực tế Sao Thủy vẫn đi trọn vẹn vào đĩa Mặt Trời, nhưng tại những nơi khác nhau trên thế giới, những người quan sát chỉ thấy được Sao Thủy đi vào phần rìa của đĩa Mặt Trời. Lần quá cảnh vào ngày 15 tháng 11 năm 1999[16][17] đã ghi nhận điều này, trong khi phần lớn thế giới đều quan sát được Sao Thủy đi trọn vẹn vào đĩa Mặt Trời, thì ở Úc, New Zealand và Nam Cực chỉ quan sát được một phần. Lần quá cảnh trước đó một chu kỳ vào ngày 28 tháng 10 năm 743 và lần tiếp theo trong một chu kỳ vào ngày 11 tháng 5 năm 2391 cũng sẽ xảy ra tình trạng tương tự, do đường đi của Sao Thủy qua Mặt Trời sẽ giống nhau trong những lần quá cảnh cách nhau đúng chu kỳ. Cá biệt có hai lần quá cảnh như thế diễn ra chỉ cách nhau 2,5 năm, vào tháng 12 năm 6149 và tháng 6 năm 6152[18].
- Trường hợp thứ hai. Cũng tương tự như vậy, trên thực tế Sao Thủy đi vào rìa đĩa Mặt Trời vào lúc cực đại của quá cảnh, nhưng một phần của thế giới hoàn toàn không thấy được sự đi qua của Sao Thủy qua Mặt Trời. Lần quá cảnh vào ngày 11 tháng 5 năm 1937, trong khi quá cảnh một phần quan sát được ở nam Châu Phi và nam Châu Á, thì ở Châu Âu và bắc Châu Á không quan sát được lần quá cảnh này. Lần quá cảnh trước đó một chu kỳ vào ngày 21 tháng 10 năm 1342 và lần tiếp theo trong chu kỳ vào ngày 13 tháng 5 năm 2608 cũng xảy ra tình trạng tương tự.

Vào lúc cực đại của quá cảnh, nếu một phần thế giới quan sát được Sao Thủy đi vào phần rìa của đĩa Mặt Trời thì phần còn lại của thế giới sẽ không thấy được quá cảnh. Nhưng nếu một phần thế giới quan sát được Sao Thủy đi vào trọn vẹn đĩa Mặt Trời, thì trường hợp phần còn lại của thế giới không thấy được quá cảnh sẽ không bao giờ xảy ra, lúc này phần còn lại của thế giới sẽ quan sát được quá cảnh một phần.

## Những lần quá cảnh trong quá khứ và tương lai
Quan sát đầu tiên về sự đi qua của Sao Thủy được ghi nhận vào ngày 7 tháng 11 năm 1631 bởi Pierre Gassendi. Tuy nhiên, Johannes Kepler đã dự đoán được sự xảy ra của hiện tượng này đối với Sao Thủy và Sao Kim từ lâu trước đó. Gassendi đã không thành công trong nỗ lực theo dõi sự đi qua của Sao Kim vào tháng tiếp theo, nhưng không phải do dự đoán sai, mà do lần quá cảnh đó không quan sát được ở phần lớn Châu Âu, bao gồm cả Paris. Sự đi qua của Sao Kim đã không quan sát được mãi cho đến năm 1639 bởi Jeremiah Horrocks. Bảng dưới đây liệt kê tất cả những lần đi qua của Sao Thủy từ năm 1605.
| Những lần Sao Thủy quá cảnh trong quá khứ | Những lần Sao Thủy quá cảnh trong quá khứ | Những lần Sao Thủy quá cảnh trong quá khứ | Những lần Sao Thủy quá cảnh trong quá khứ | Những lần Sao Thủy quá cảnh trong quá khứ |
| Ngày diễn ra                              | Thời gian (UTC)                           | Thời gian (UTC)                           | Thời gian (UTC)                           | Ghi chú |
| Ngày diễn ra                              | Bắt đầu                                   | Cực đại                                   | Kết thúc                                  | Ghi chú |
| ----------------------------------------- | ----------------------------------------- | ----------------------------------------- | ----------------------------------------- | --- |
| 1 tháng 11 năm 1605                       | 18:47                                     | 20:02                                     | 21:18                                     | [ 19 ] |
| 3 tháng 5 năm 1615                        | 06:44                                     | 10:09                                     | 13:33                                     | [ 19 ] |
| 4 tháng 11 năm 1618                       | 11:10                                     | 13:42                                     | 16:14                                     | [ 19 ] |
| 5 tháng 5 năm 1628                        | 14:23                                     | 17:32                                     | 20:40                                     | [ 19 ] |
| 7 tháng 11 năm 1631                       | 04:39                                     | 07:20                                     | 10:01                                     | Được quan sát bởi Pierre Gassendi. |
| 9 tháng 11 năm 1644                       | 22:55                                     | 00:57                                     | 02:58                                     | [ 19 ] |
| 3, 4 tháng 11 năm 1651                    | 23:09                                     | 00:52                                     | 02:35                                     | Được quan sát bởi Jeremy Shakerly ở Surat, được tường trình trong lá thư gửi Henry Osbourne vào tháng 1 năm 1652. Shakerly bị cho là đã chết ở Ấn Độ vào năm 1655.                                                                               |
| 3 tháng 5 năm 1661                        | 13:08                                     | 16:54                                     | 20:40                                     | Xảy ra vào ngày lễ đăng quang Vua Charles Đệ Nhị của Anh Quốc. Được quan sát bởi Christiaan Huygens ở London. |
| 4 tháng 11 năm 1664                       | 15:54                                     | 18:32                                     | 21:10                                     | [ 19 ] |
| 7 tháng 5 năm 1674                        | 22:01                                     | 00:16                                     | 02:31                                     | [ 19 ] |
| 7 tháng 11 năm 1677                       | 09:33                                     | 12:11                                     | 14:48                                     | Được quan sát bởi Edmund Halley ở St Helena và Richard Towneley ở Lancashire để xác định thị sai Mặt Trời, và Jean Charles Gallet ở Avignon; được tường trình trong lá thư từ John Flamsteed gửi Johannes Hevelius vào ngày 23 tháng 5 năm 1678. |
| 10 tháng 11 năm 1690                      | 03:59                                     | 05:43                                     | 07:27                                     | [ 19 ] |
| 3 tháng 11 năm 1697                       | 03:40                                     | 05:42                                     | 07:43                                     | [ 19 ] |
| 5 tháng 5 năm 1707                        | 19:37                                     | 23:32                                     | 03:27                                     | [ 19 ] |
| 6 tháng 11 năm 1710                       | 20:40                                     | 23:22                                     | 02:03                                     | [ 19 ] |
| 9 tháng 11 năm 1723                       | 14:27                                     | 16:59                                     | 19:30                                     | [ 19 ] |
| 11 tháng 11 năm 1736                      | 09:11                                     | 10:30                                     | 11:49                                     | [ 19 ] |
| 2 tháng 5 năm 1740                        | 21:42                                     | 23:02                                     | 00:21                                     | [ 19 ] |
| 5 tháng 11 năm 1743                       | 08:15                                     | 10:30                                     | 12:45                                     | Các quan sát khoa học được phối hợp quan sát từ khắp nơi trên thế giới, điều hành bởi Joseph-Nicolas Delisle. |
| 6 tháng 5 năm 1753                        | 02:19                                     | 06:13                                     | 10:06                                     | [ 19 ] |
| 7 tháng 11 năm 1756                       | 01:28                                     | 04:10                                     | 06:54                                     | [ 19 ] |
| 9, 10 tháng 11 năm 1769                   | 19:23                                     | 21:46                                     | 00:10                                     | Được quan sát bởi Charles Green và James Cook từ Vịnh Mercury ở New Zealand. Kết quả khoa học ghi nhận Sao Thủy không có hoặc có khí quyển rất mỏng.                                                                                             |
| 2 tháng 11 năm 1776                       | 21:03                                     | 21:36                                     | 22:09                                     | [ 19 ] |
| 12 tháng 11 năm 1782                      | 14:42                                     | 15:16                                     | 15:50                                     | [ 19 ] |
| 4 tháng 5 năm 1786                        | 03:01                                     | 05:41                                     | 08:21                                     | [ 19 ] |
| 5 tháng 11 năm 1789                       | 12:53                                     | 15:19                                     | 17:44                                     | [ 19 ] |
| 7 tháng 5 năm 1799                        | 09:10                                     | 12:50                                     | 16:31                                     | Được quan sát bởi Capel Lofft ở Anh Quốc. |
| 9 tháng 11 năm 1802                       | 06:16                                     | 08:58                                     | 11:41                                     | Được quan sát bởi William Herschel ở Anh Quốc. Capel Lofft cũng quan sát độc lập ở Anh Quốc. |
| 12 tháng 11 năm 1815                      | 00:20                                     | 02:33                                     | 04:46                                     | |
| 5 tháng 11 năm 1822                       | 01:04                                     | 02:25                                     | 03:45                                     | |
| 5 tháng 5 năm 1832                        | 09:04                                     | 12:25                                     | 15:47                                     | |
| 7 tháng 11 năm 1835                       | 17:35                                     | 20:08                                     | 22:41                                     | |
| 8 tháng 5 năm 1845                        | 16:24                                     | 19:37                                     | 22:49                                     | |
| 9 tháng 11 năm 1848                       | 11:07                                     | 13:48                                     | 16:28                                     | |
| 12 tháng 11 năm 1861                      | 05:21                                     | 07:19                                     | 09:18                                     | |
| 5 tháng 11 năm 1868                       | 05:28                                     | 07:14                                     | 09:00                                     | |
| 6 tháng 5 năm 1878                        | 15:16                                     | 19:00                                     | 22:44                                     | |
| 6,7 tháng 11 năm 1881                     | 22:19                                     | 00:57                                     | 03:36                                     | |
| 8, 9 tháng 5 năm 1891                     | 23:57                                     | 02:22                                     | 04:47                                     | |
| 10 tháng 11 năm 1894                      | 15:58                                     | 18:35                                     | 21:11                                     | |
| 14 tháng 11 năm 1907                      | 10:24                                     | 12:07                                     | 13:50                                     | |
| 7 tháng 11 năm 1914                       | 09:57                                     | 12:03                                     | 14:09                                     | |
| 8, 9 tháng 5 năm 1924                     | 21:44                                     | 01:41                                     | 05:38                                     | |
| 10 tháng 11 năm 1927                      | 03:02                                     | 05:46                                     | 08:29                                     | |
| 11 tháng 5 năm 1937                       | 08:53                                     | 08:59                                     | 09:06                                     | Quá cảnh một phần chỉ quan sát được ở nam Châu Phi, nam Arab, nam Châu Á và Tây Australia. |
| 11, 12 tháng 11 năm 1940                  | 20:49                                     | 23:21                                     | 01:53                                     | |
| 14 tháng 11 năm 1953                      | 15:37                                     | 16:54                                     | 18:11                                     | |
| 5, 6 tháng 11 năm 1957                    | 23:59                                     | 01:14                                     | 02:30                                     | |
| 7 tháng 11 năm 1960                       | 14:34                                     | 16:53                                     | 19:12                                     | [ 23 ] |
| 9 tháng 5 năm 1970                        | 04:19                                     | 08:16                                     | 12:13                                     | [ 24 ] |
| 10 tháng 11 năm 1973                      | 07:47                                     | 10:32                                     | 13:17                                     | [ 25 ] |
| 13 tháng 11 năm 1986                      | 01:43                                     | 04:07                                     | 06:31                                     | [ 26 ] |
| 6 tháng 11 năm 1993                       | 03:06                                     | 03:57                                     | 04:47                                     | [ 27 ] |
| 15 tháng 11 năm 1999                      | 21:15                                     | 21:41                                     | 22:07                                     | Quá cảnh một phần chỉ quan sát được ở Australia, Châu Nam Cực và đảo Nam của New Zealand. |
| 7 tháng 5 năm 2003                        | 05:13                                     | 07:52                                     | 10:32                                     | [ 29 ] |
| 8 tháng 11 năm 2006                       | 18:12                                     | 20:41                                     | 23:10                                     | [ 30 ] |
| 9 tháng 5 năm 2016                        | 11:12                                     | 14:57                                     | 18:42                                     | Quá cảnh toàn phần quan sát được ở Nam Mỹ, phía đông Bắc Mỹ, tây Châu Âu; quá cảnh một phần quan sát được ở mọi nơi trừ Australia và viễn đông Châu Á.                                                                                           |
| 11 tháng 11 năm 2019                      | 12:35                                     | 15:20                                     | 18:04                                     | |

| Những lần Sao Thủy quá cảnh trong tương lai | Những lần Sao Thủy quá cảnh trong tương lai | Những lần Sao Thủy quá cảnh trong tương lai | Những lần Sao Thủy quá cảnh trong tương lai | Những lần Sao Thủy quá cảnh trong tương lai |
| Ngày diễn ra                                | Thời gian (UTC)                             | Thời gian (UTC)                             | Thời gian (UTC)                             | Ghi chú                                     |
| Ngày diễn ra                                | Bắt đầu                                     | Cực đại                                     | Kết thúc                                    | Ghi chú                                     |
| ------------------------------------------- | ------------------------------------------- | ------------------------------------------- | ------------------------------------------- | ------------------------------------------- |
| 13 tháng 11 năm 2032                        | 06:41                                       | 08:54                                       | 11:07                                       |                                             |
| 7 tháng 11 năm 2039                         | 07:17                                       | 08:46                                       | 10:15                                       |                                             |
| 7 tháng 5 năm 2049                          | 11:03                                       | 14:24                                       | 17:44                                       |                                             |
| 8, 9 tháng 11 năm 2052                      | 22:53                                       | 01:29                                       | 04:06                                       |                                             |
| 10, 11 tháng 5 năm 2062                     | 18:16                                       | 21:36                                       | 01:00                                       |                                             |
| 11, 12 tháng 11 năm 2065                    | 19:24                                       | 22:06                                       | 01:48                                       |                                             |
| 14 tháng 11 năm 2078                        | 11:42                                       | 13:41                                       | 15:39                                       |                                             |
| 7 tháng 11 năm 2085                         | 11:42                                       | 13:34                                       | 15:26                                       |                                             |
| 8, 9 tháng 5 năm 2095                       | 17:20                                       | 21:05                                       | 00:50                                       |                                             |
| 10 tháng 11 năm 2098                        | 04:35                                       | 07:16                                       | 09:57                                       |                                             |
| 12 tháng 5 năm 2108                         | 01:40                                       | 04:16                                       | 06:52                                       |                                             |
| 14, 15 tháng 11 năm 2111                    | 22:15                                       | 00:53                                       | 03:30                                       |                                             |
| 15 tháng 11 năm 2124                        | 16:49                                       | 18:28                                       | 20:07                                       |                                             |